# Yeşilçukurca, Bozüyük
Yeşilçukurca là một xã thuộc huyện Bozüyük, tỉnh Bilecik, Thổ Nhĩ Kỳ. Dân số thời điểm năm 2011 là 44 người.